# Salamon-torony
A Salamon-torony vagy Salamon tornya hagyományos elnevezése a visegrádi alsóvár 13. században épült lakótornyának.

## Leírása
A torony főbejárata a 13. században az első emeletről nyílott, innen vezetett az emeletre a déli falsarkba beépített lépcsőház. Az emeleti termeket oszlopos kandallók fűtötték, a megvilágítást gazdagon tagozott ikerablakok biztosították. A hatodik szinten helyezkedett el a gyilokjárós, pártázatos falakkal övezett tetőterasz – innen a külső, fából épült erkélyfolyosóra lehetett kilépni. A lakótorony nyugati oldalához árnyékszéktorony is csatlakozott.

## Nevének eredete
A lakótornyot Salamon 11. századi magyar királyról nevezték el Salamon-toronynak. Kenessey Albert 1867-es beszámolója szerint: "A királyi vár, mely ma már teljesen el van pusztulva, a hegy magaslatán állott s külön egy al- és egy védvárral volt biztosítva, mely utóbbihoz tartozott a ma is fennálló Salamontornya, mely nevét Salamontól kapta, ki, miután László életére tört (1082), itt töltött másfél évet fogságban."

## Története
A fellegvárat védő völgyzárófalak, valamint az  egykori országutat védő kapuk és a nagy lakótorony a 13. század közepén épültek fel. Az alsóvár a fellegvárral egységes védelmi rendszert képezett. I. Károly magyar király korában a hatszögletű lakótornyát átépítve királyi szálláshellyé alakították. A torony köré ekkor épült ki a belső várfalöv. Miután 1490-től a fellegvár a koronaőrség kezére került, az alsóvár a királyi várnagy felügyelete alatt maradt, a lakótornyot ekkor raktárnak használták. 1540-ben I. Ferdinánd katonái rombolták le a lakótorony déli sarkát. A török hódítás után a török település az alsóvár falai közé költözött.

## A feltárás
A török háborúk után elhagyatott várrom feltárását Viktorin József kezdeményezésére 1871-ben Henszlmann Imre kezdte meg. A lakótorony helyreállítását Schulek Frigyes tervezte. Pénzhiány miatt a munka hamar félbeszakadt és csak az 1920-as években folytatódott. 
Keleti Gusztáv 1867-es rajzán még romos állapotában látható "Salamon tornya Visegrádon".
A torony mai formáját az 1959 és 1964 között Sedlmayr János tervei szerint végzett modernista helyreállítás során kapta. Ma a lakótoronyban a Magyar Nemzeti Múzeum Mátyás Király Múzeumának kiállításai láthatóak, a visegrádi királyi palota gótikus díszkútja, Mátyás király visegrádi szobrászműhelye és Visegrád története.

## 2018–2025-ben
A Mandiner.hu cikke szerint 2018-ra életveszélyessé vált a Salamon-torony, ám a fenntartónak nincs pénze a felújításra.
Egy helyi vállalkozó áldozatkész munkájának köszönhetően az életveszélyt sikerült elhárítani és bár az eredeti elképzelések szerint a torony 2019 végéig zárva lett volna, volt remény arra, hogy 2019 folyamán látogatható lesz. A torony talán 2025 tavaszán nyílik meg újra a látogatók előtt.

## Képgaléria

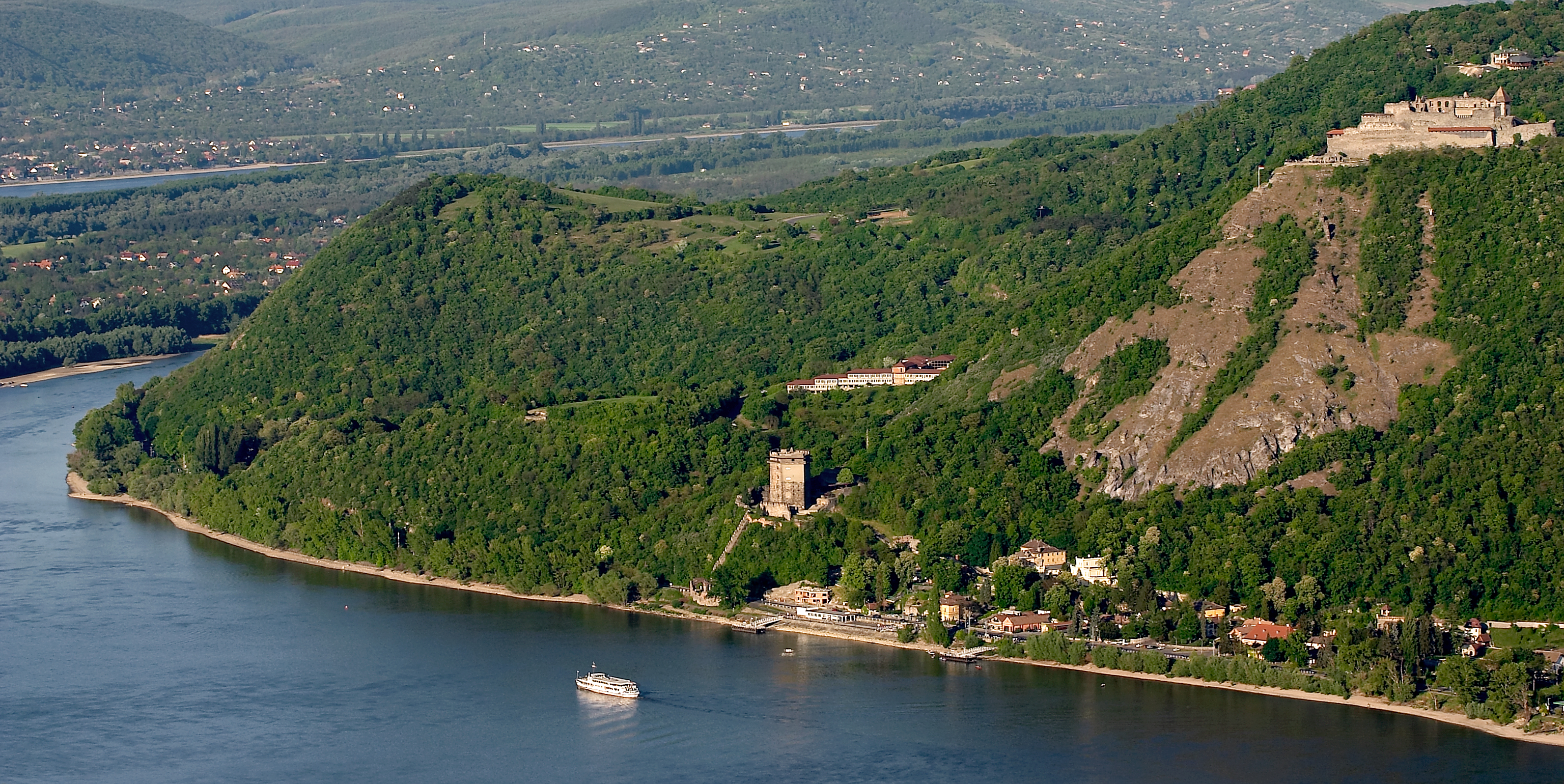
A visegrádi Salamon-torony és a Fellegvár a nagymarosi Julianus-kilátóból
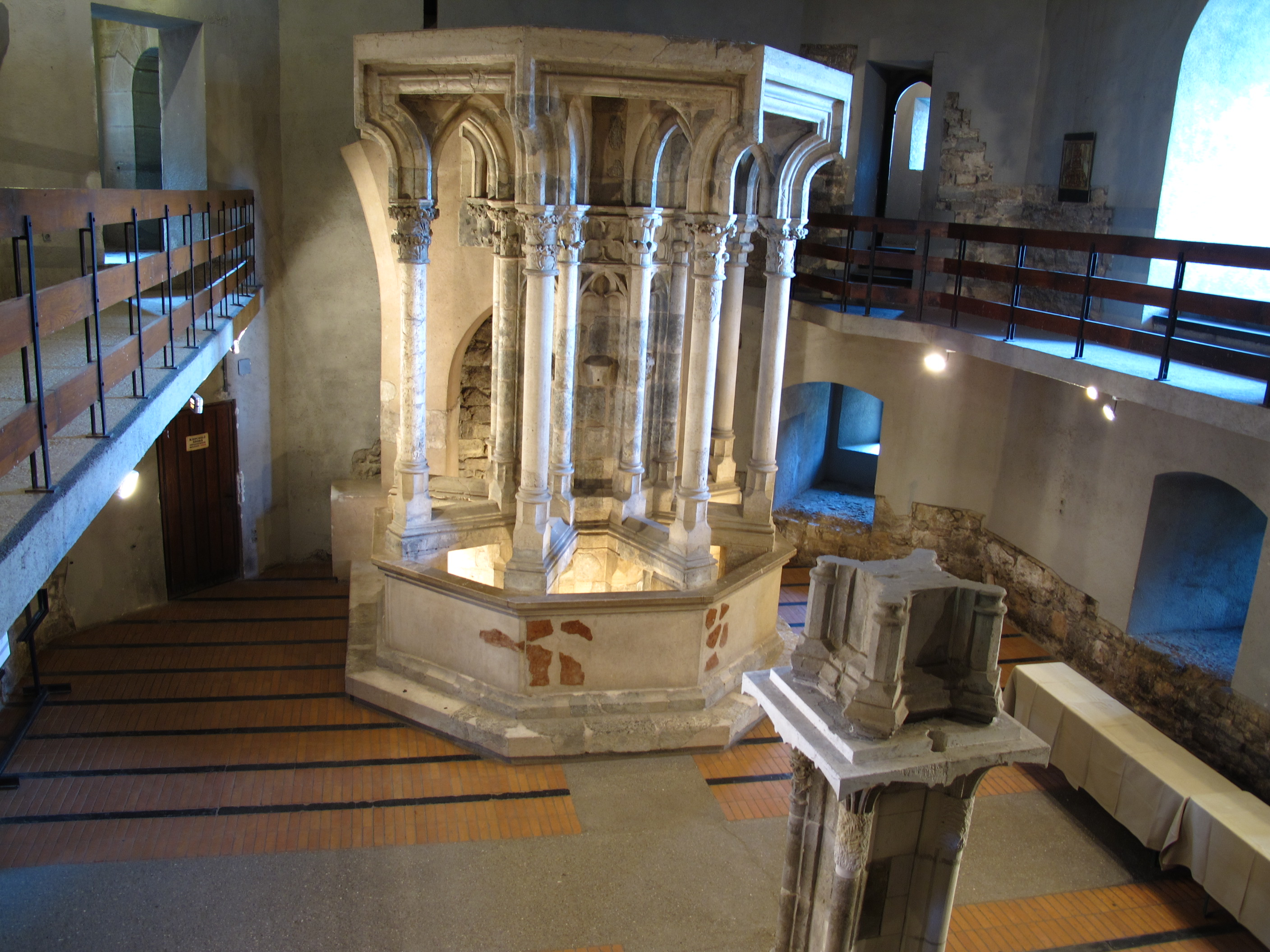
A visegrádi királyi palota gótikus díszkútja a Salamon-toronyban
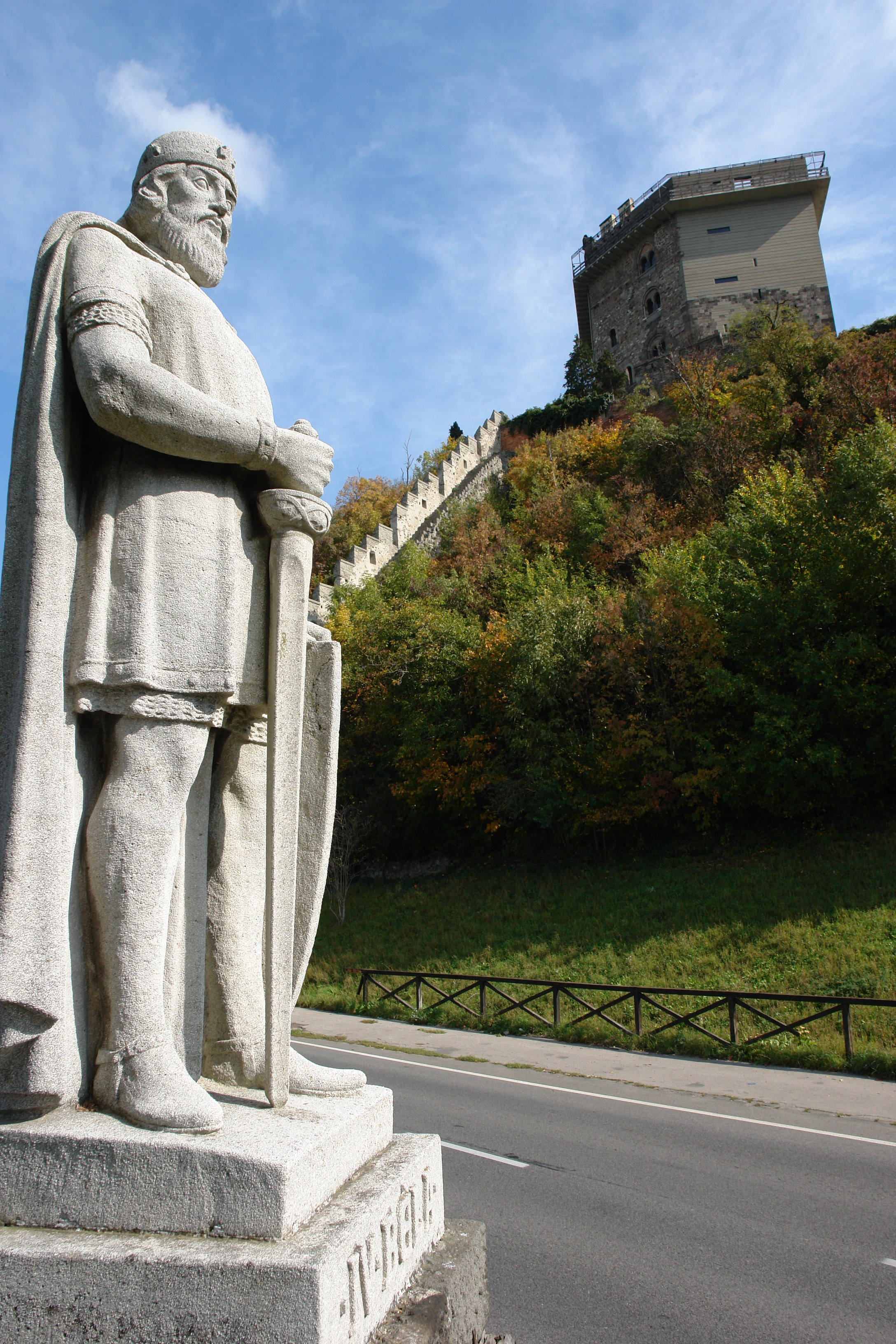
A Salamon-torony és IV. Béla magyar király szobra (Krasznai Lajos alkotása, 1939)
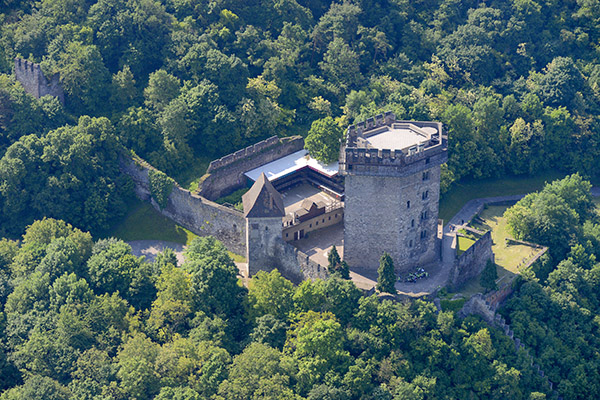
Légi felvételen